# Boaz Mauda

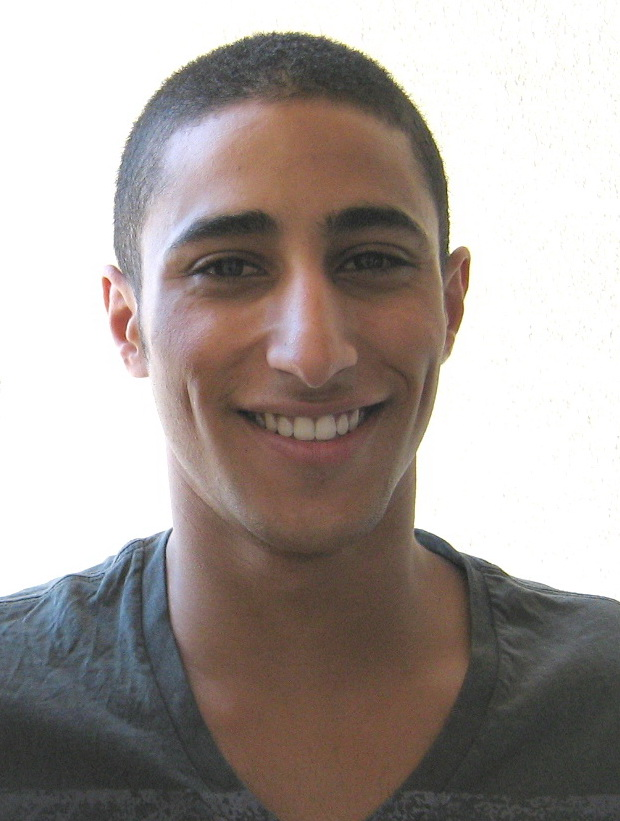
Boaz Mauda (2007)

Boaz Mauda (hebräisch בועז מעודה; * 23. April 1987 in Elyakim) ist ein israelischer Sänger.

## Leben und Karriere
Boaz Mauda wuchs im Moschaw Elyakim, einer kleinen Siedlung in der Nähe der nordisraelischen Stadt Jokne’am auf, wo er bis heute lebt. Seine Familie stammt ursprünglich aus dem Jemen. Seine Mutter ist seit seiner Geburt behindert. Mit dem Gesang begann Boaz Mauda bereits als Fünfjähriger, als er zusammen mit seinem Vater die Synagoge besuchte. 2007 belegte er mit Menagen Ve'Shar den ersten Platz der fünften Staffel der Castingshow Kochav Nolad (A Star is born).
Am 14. November 2007 entschied sich der israelische Fernsehsender Channel 2 für Boaz Mauda als Israels Teilnehmer am Eurovision Song Contest 2008 in Belgrad. Bei einer Veranstaltung im Februar 2008 präsentierte Mauda fünf verschiedene Lieder, von denen das Publikum und eine Expertenjury den Siegertitel Ke'ilu kan (The Fire In Your Eyes) auswählte. Geschrieben wurde das Lied von der früheren Gewinnerin des Eurovision Song Contest, Dana International. Beim Halbfinale am 20. Mai 2008 in der Belgrad-Arena konnte sich sein Titel für das vier Tage später stattfindende Finale qualifizieren, wo dieser beim Sieg des Russen Dima Bilan einen neunten Platz belegte.

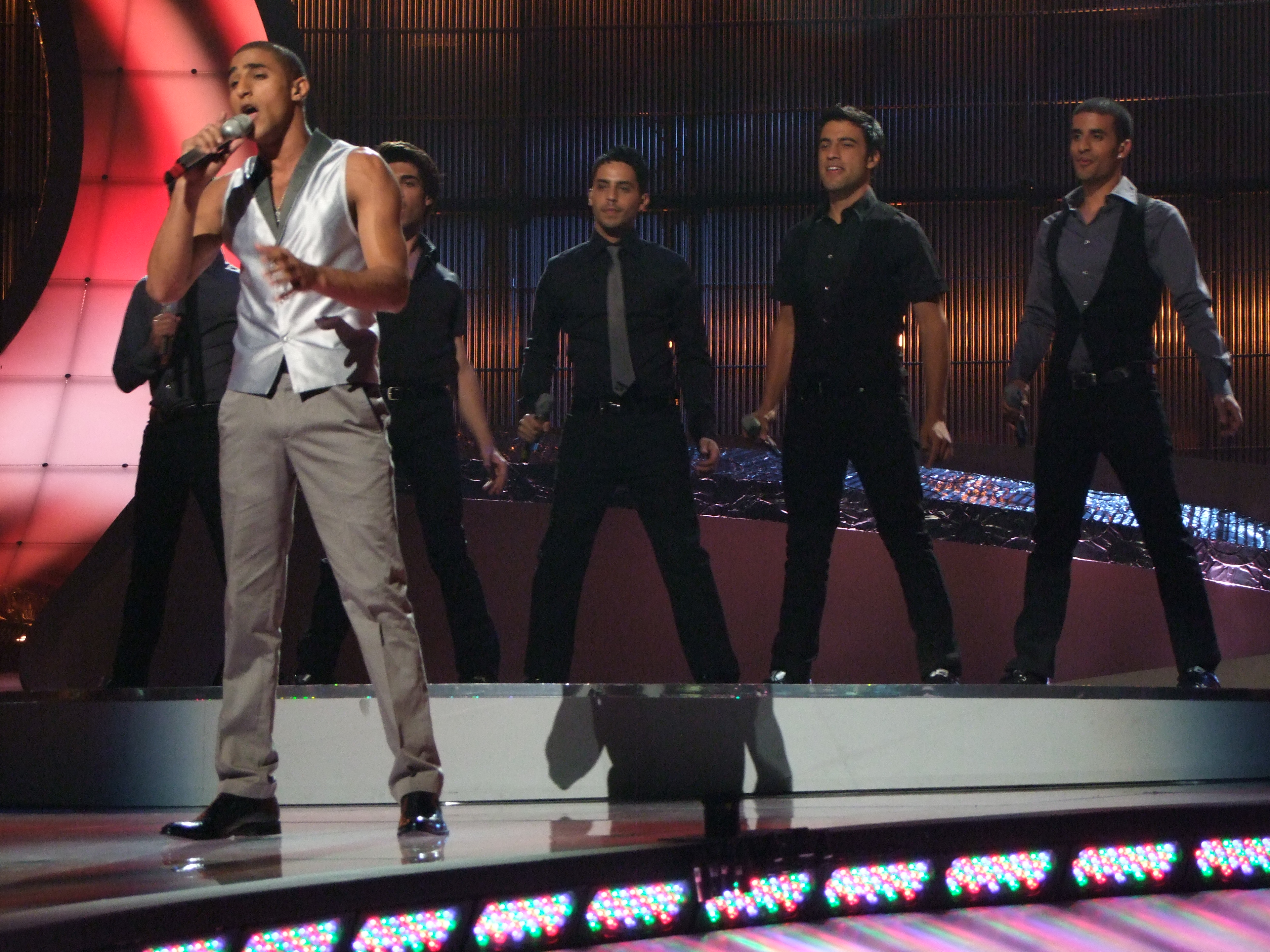
Mauda im Halbfinale des Eurovision Song Contest 2008

Beim Beovizija 2009, dem serbischen Vorentscheid, trat er zusammen mit Jelena Tomašević und Sirusho, den Vorjahresteilnehmern beim ESC für Serbien und Armenien, mit dem von ihm geschriebenen Lied Time to Pray als Interval Act auf, welches auf Englisch, hebräisch, serbisch und armenisch gesungen wurde.

## Diskografie

### Alben
- 2009: Boaz Ma'uda

### Singles (Auswahl)
- 2007: Mi Haya Ma’amin
- 2007: Menagen Ve’Shar
- 2008: Ke’ilu kan (The Fire in Your Eyes)
- 2009: Time to Pray (mit Jelena Tomašević & Sirusho)